# J. Edgar Hoover

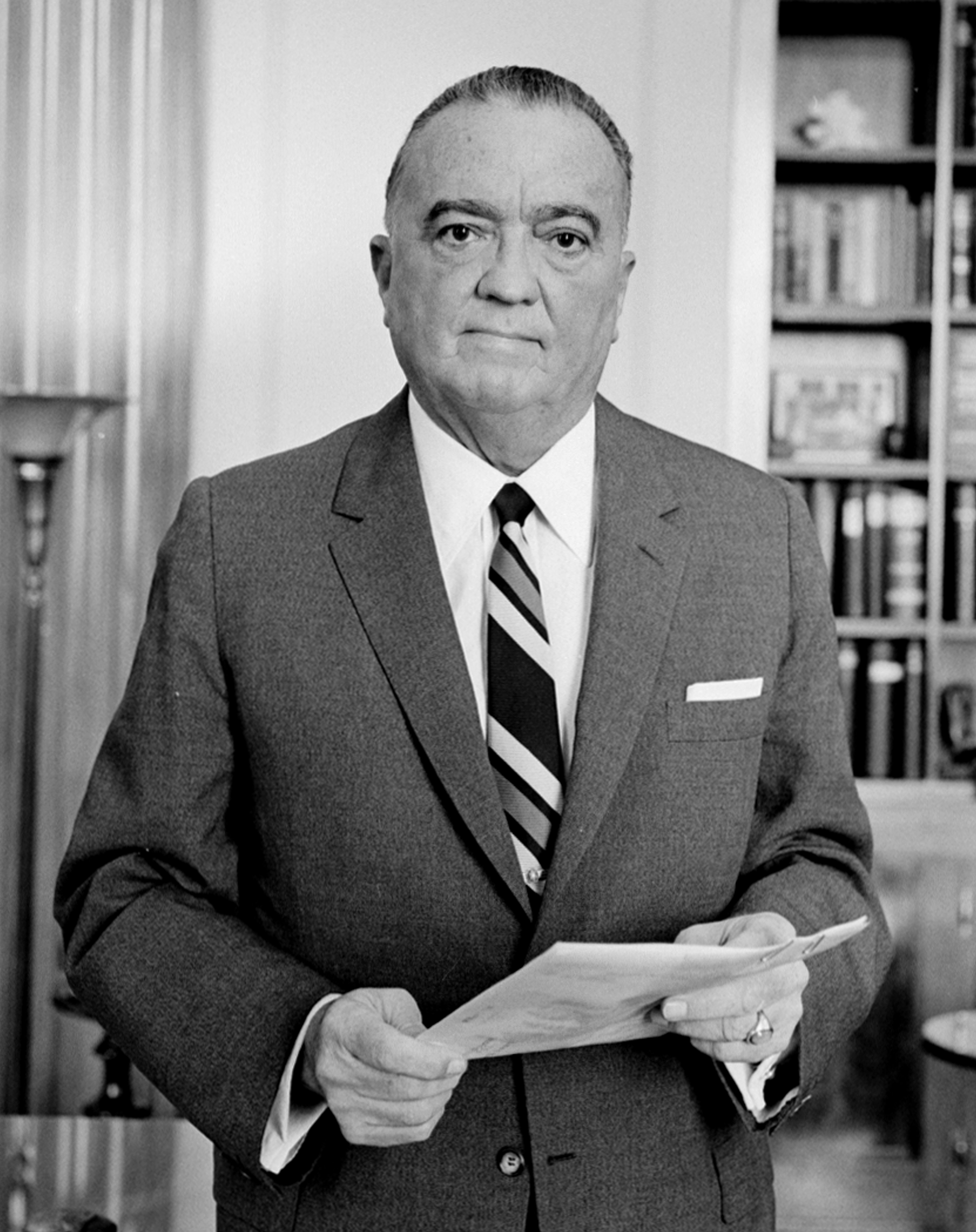
J. Edgar Hoover (1961)

John Edgar Hoover, als J. Edgar Hoover und als Edgar Hoover bekannt, (* 1. Januar 1895 in Washington, D.C.; † 2. Mai 1972 ebenda) war ab dem 10. Mai 1924 der sechste Direktor des Bureau of Investigation (BOI) und vom 23. März 1935 bis zu seinem Tod der erste Direktor des nunmehr umbenannten Federal Bureau of Investigation (FBI).

## Leben
Hoover war das jüngste von vier Kindern von Dickerson Naylor Hoover (1856–1921) und Anna Marie Scheitlin (1860–1938). Sowohl sein Vater als auch sein Großvater arbeiteten in der Staatsbürokratie. Sein 15 Jahre älterer Bruder Dickerson N. Hoover Jr. schlug ebenfalls eine Karriere im Staatsdienst im Bereich der Polizei ein; er wurde im Jahr 1926 Supervising General Inspector des Steamboat Inspection Service („Generalinspekteur der Dampfschifffahrtsbehörde“). Hoovers älteste Schwester Lillian wurde im Jahr 1882 geboren; sie hieß nach ihrer Heirat Robinette. Die zweite Schwester, Sadie Marguerite Hoover, starb vor Hoovers Geburt im Jahr 1893 im Alter von drei Jahren an Diphtherie.
Hoover wuchs in Washington, D.C. auf, die Nachbarschaft war durch Staatsbedienstete geprägt. Seine Eltern waren konservativ und christlich-religiös eingestellt, die Mutter war die dominierende Person des Haushalts. Hoover sprach zeit seines Lebens wenig über seinen Vater, der an schweren Depressionen litt und daher oft in psychiatrische Kliniken eingewiesen wurde. Dagegen hatte er eine enge Bindung zu seiner Mutter, bei der er bis zu ihrem Tod im Jahr 1938 wohnte.
In der Elementary School wurde Hoover als „Muttersöhnchen“ gesehen. Er setzte sich aber an der Central High School durch, in der er sich im Debattierclub und als Kapitän des Cadet Corps engagierte und einen überdurchschnittlich guten Abschluss erzielte, jedoch ohne dabei deutlich an Selbstsicherheit zu gewinnen.
Hoover blieb unverheiratet; er ging nur mit wenigen Frauen romantische Beziehungen ein, darunter Lela Rogers, der Mutter des Filmstars Ginger Rogers, und der Schauspielerin Dorothy Lamour. In den Jahren von 1918 bis zu seinem Tod war Helen Gandy seine persönliche Assistentin. Sie koordinierte nach seinem Ableben die Zerstörung aller persönlichen Unterlagen Hoovers.
Seine enge Beziehung zu seinem Stellvertreter Clyde Tolson führte zu Gerüchten, Hoover sei homosexuell; sie blieben jedoch unbestätigt. Gerüchte, dass er auf Grund seiner Homosexualität von der Mafia erpresst wurde, hielten sich aber hartnäckig.
Hoover vererbte Tolson den größten Teil seines Vermögens. In der Öffentlichkeit vertrat Hoover puritanische Ansichten über Sex.

## Karriere
Hoover wollte zunächst presbyterianischer Pastor werden, studierte dann jedoch Recht an der George Washington University; sein Studium finanzierte er sich durch einen Job bei der Library of Congress.

### 1917 bis 1924: frühe Karriere

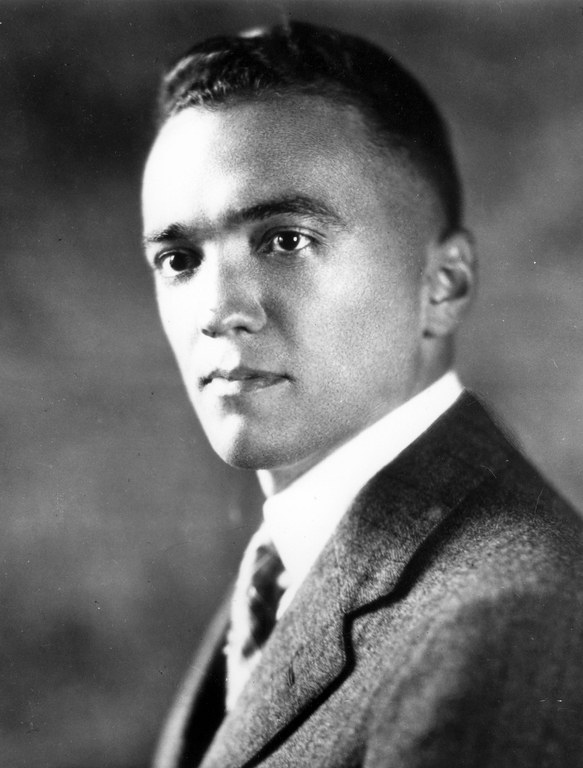
J. Edgar Hoover (1924)

Nach dem Abschluss des Studiums begann J. Edgar Hoover 1917 für das US-Justizministerium zu arbeiten. Im Zusammenhang mit der russischen Revolution 1917 wurde er bald Leiter der Sektion zur Registrierung feindlicher Ausländer. 1919 wurde er unter Alexander Mitchell Palmer Leiter der neu eingerichteten General Intelligence Division, in der er sich durch eine Forcierung der Politik der „harten Hand“, unter anderem der von ihm angeordneten Deportation Emma Goldmans und Alexander Berkmans, schnell den Ruf eines Antikommunisten erwarb. Zusammen mit Palmer organisierte Hoover auf dem Höhepunkt der Roten Angst (Red Scare) im Januar 1920 die größte Massenverhaftung in der US-Geschichte, die Palmer Raids, bei denen etwa 10.000 mutmaßliche Mitglieder und Sympathisanten der Kommunistischen Partei der USA inhaftiert wurden. Die breite US-amerikanische Öffentlichkeit, der die Verdächtigen in sog. perp walks präsentiert wurden, beurteilte diese Verhaftungen damals zunächst positiv.
Im Jahr 1921 wechselte Hoover als Assistant Director („Vizedirektor“) ins Bureau of Investigation (BOI).

### Mitte der 1920er bis Mitte der 1930er Jahre: Aufbau des FBI
Im Jahr 1924 hatte das BOI einen schlechten Ruf und lediglich etwa 650 Mitarbeiter, die keine effektive Bundespolizei darstellten. Unter United States Attorney General Harry M. Daugherty hatte Direktor William John Burns bereitwillig Agenten des BOI eingesetzt, um die Ermittlungen gegen Daugherty und seine Parteifreunde in einer Korruptionsaffäre zu behindern, Journalisten einzuschüchtern und die geplante Erpressung eines Senators vorzubereiten. Als dies aufgedeckt wurde, führte der Daugherty-Burns-Skandal zu einem Ansehensverlust des BOI. Der mit dem Amtsantritt von Calvin Coolidge neu eingesetzte Attorney General Harlan Fiske Stone erkannte dies und entließ Direktor Burns. Am 10. Mai 1924 setzte er Hoover an dessen Stelle, der diese Position bis zu seinem Tod im Jahr 1972 innehatte. Hoover vergrößerte die Organisation und deren Machtbereich während seiner langen Amtszeit enorm.
Hoovers wichtigstes Ziel war in den ersten Jahren zunächst die Professionalisierung des BOI. Sie hatte zwei Stoßrichtungen: Zum einen sollte das Personal ein Berufsethos der Unbestechlichkeit und Akribie verfolgen, zum anderen sollten die angewandten kriminaltechnischen Methoden wissenschaftlich fundiert sein. Zur Erreichung des letzteren führte Hoover 1925 eine zentral verwaltete Kartei für Fingerabdrücke ein, schuf ein kriminaltechnisches Labor und gründete eine Aus- und Fortbildungsakademie.
Er erkannte früh die Bedeutung der Massenmedien, die er durch eine Mischung von Zwangsmaßnahmen und medienwirksam inszenierten Festnahmen von bekannten Gangstern geschickt für seine Ziele einsetzte. Mitte der 1930er Jahre wurde er quasi zu einem Filmstar in den Vereinigten Staaten. Breite Kritik der Medien zog Hoover nur äußerst selten auf sich; der wohl spektakulärste Fall ereignete sich im Frühjahr des Jahres 1934 im Hotelkomplex Little Bohemia in Manitowish Waters, Wisconsin, als fünf profilierte Gangster sich aus der Gefangenschaft von FBI-Agenten befreien konnten und dabei zwei Agenten und ein Zivilist ums Leben kamen. Hoover professionalisierte auch die Public-Relations-Sparte des Bureaus, seit den frühen 1930ern sponserte die heutige External Affairs Division eine Palette von Gimmicks und Werbeartikeln der „G-Men“, die von Kaugummikarten, FBI-Badges, Radiosendungen bis hin zur Fernsehserie The F.B.I. reichte, die es – mit Hoover als Berater – innerhalb von neun Jahren auf 240 Episoden bringen sollte.
Im Jahr 1935 wurde das Bureau of Investigation in Federal Bureau of Investigation umbenannt.

### Die Zeit um den und im Zweiten Weltkrieg: internationale Expansion

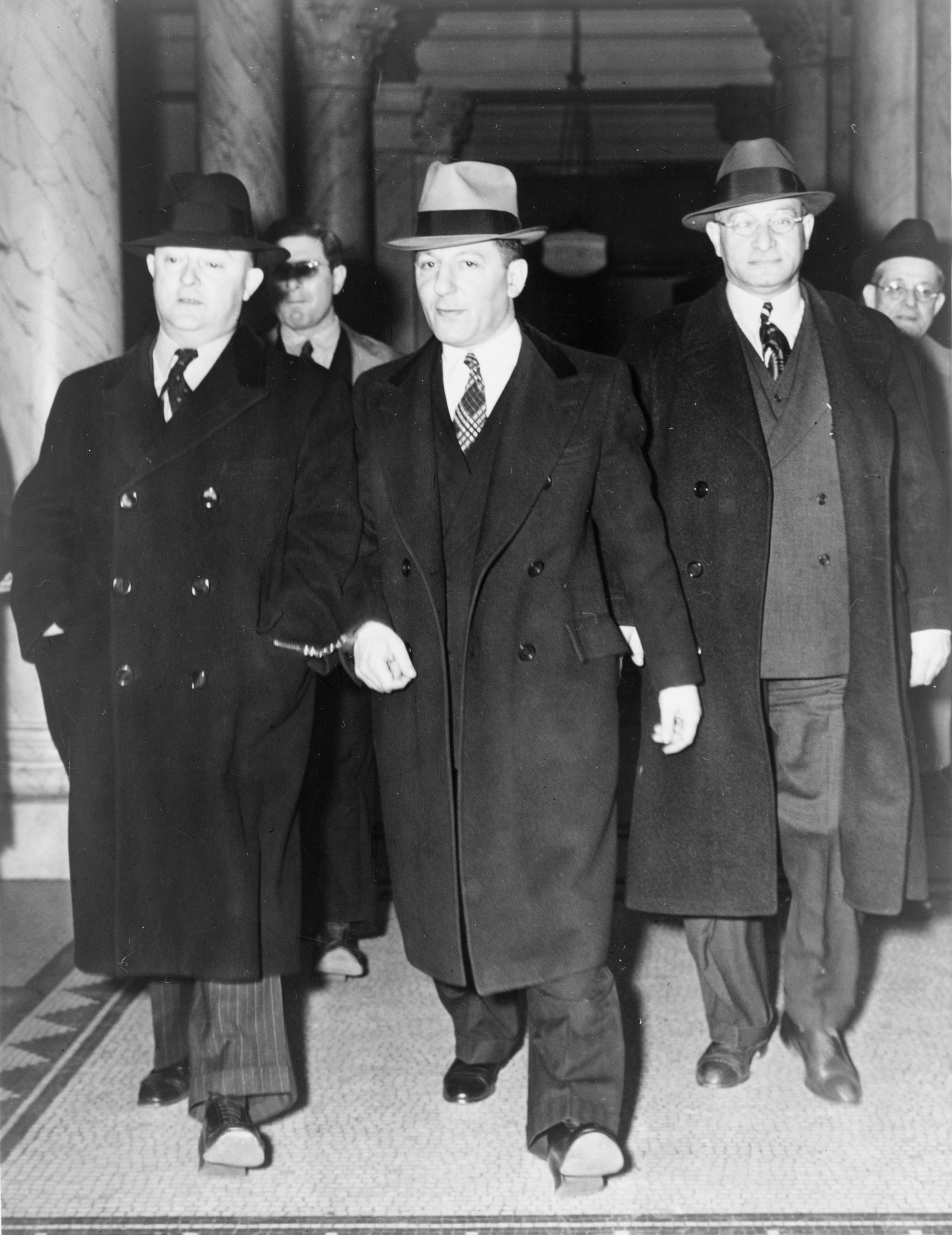
Hoover (links) führt Louis Buchalter (Mitte) ab.

Bereits vor Kriegseintritt der USA verlagerte sich J. Edgar Hoovers Arbeit auf die Abwehr möglicher „Staatsfeinde“, darunter insbesondere auch vieler intellektueller Dissidenten. Beispielsweise ernannte Hoover persönlich den für die Überwachung von Klaus Mann zuständigen FBI-Agenten. Ab 1939 war das FBI so für die innerstaatliche Geheimdienstarbeit zuständig.
Des Weiteren expandierte Hoover während des Zweiten Weltkrieges seinen internationalen Einflussbereich. Im Jahr 1940 gründete er den Special Intelligence Service, der bis zu seiner Auflösung umfangreiche Spionageaktionen in Mexiko und Lateinamerika durchführte.
Die enormen Anstrengungen bei der Suche und Verfolgung von Subversiven und Radikalen sorgten für eine Vernachlässigung der polizeilichen Ermittlungsarbeit des FBI. Insbesondere die Mafia-Netzwerke der amerikanischen Cosa Nostra und der Kosher Nostra blieben lange Zeit unbehelligt. Hoover bestritt öffentlich die Existenz solcher Netzwerke, behinderte deren Verfolgung intern und machte auch seinen weitreichenden Einfluss auf Präsidenten, Generalstaatsanwälte und Kongressmitglieder in dieser Richtung geltend.
Er erhielt im Jahr 1946 die Medal for Merit, damals die höchste zivile Auszeichnung der USA.

### Nachkriegsjahre: Kampf gegen den Kommunismus
Mit Beginn des Zweiten Weltkriegs und besonders des Kalten Krieges unternahm das FBI große Anstrengungen bei der Verfolgung von Spionen und Extremisten, besonders Kommunisten, die nach Meinung breiter Teile der Öffentlichkeit die amerikanische Politik und Gesellschaft unterwanderten. Hoover arbeitete eng mit Mitgliedern des Komitees für unamerikanische Umtriebe des Repräsentantenhauses und des Permanent Subcommittee on Investigations (Joseph McCarthy) des Senats zusammen. Nach Berichten der New York Times fertigte Hoover im Jahr 1950 eine Liste von 12.000 Personen an, die „illoyal“ gegenüber dem amerikanischen Staat seien, und plädierte für deren Internierung. Dies wurde jedoch nicht durchgeführt.
Im Jahr 1956 institutionalisierte Hoover mit COINTELPRO ein Programm zur Verfolgung (vermeintlicher) Kommunisten.

### 1960er Jahre: Kampf gegen die Bürgerrechtsbewegung
Mit dem Aufstieg der Bürgerrechtsbewegung wandte sich Hoover zunehmend gegen deren Anführer; er befürchtete den Aufstieg eines „schwarzen Messias“ und machte aus seiner Abneigung gegen Martin Luther King keinen Hehl.
Nach dem Attentat auf John F. Kennedy im November 1963 übernahm Hoover persönlich die Ermittlungen des FBI.

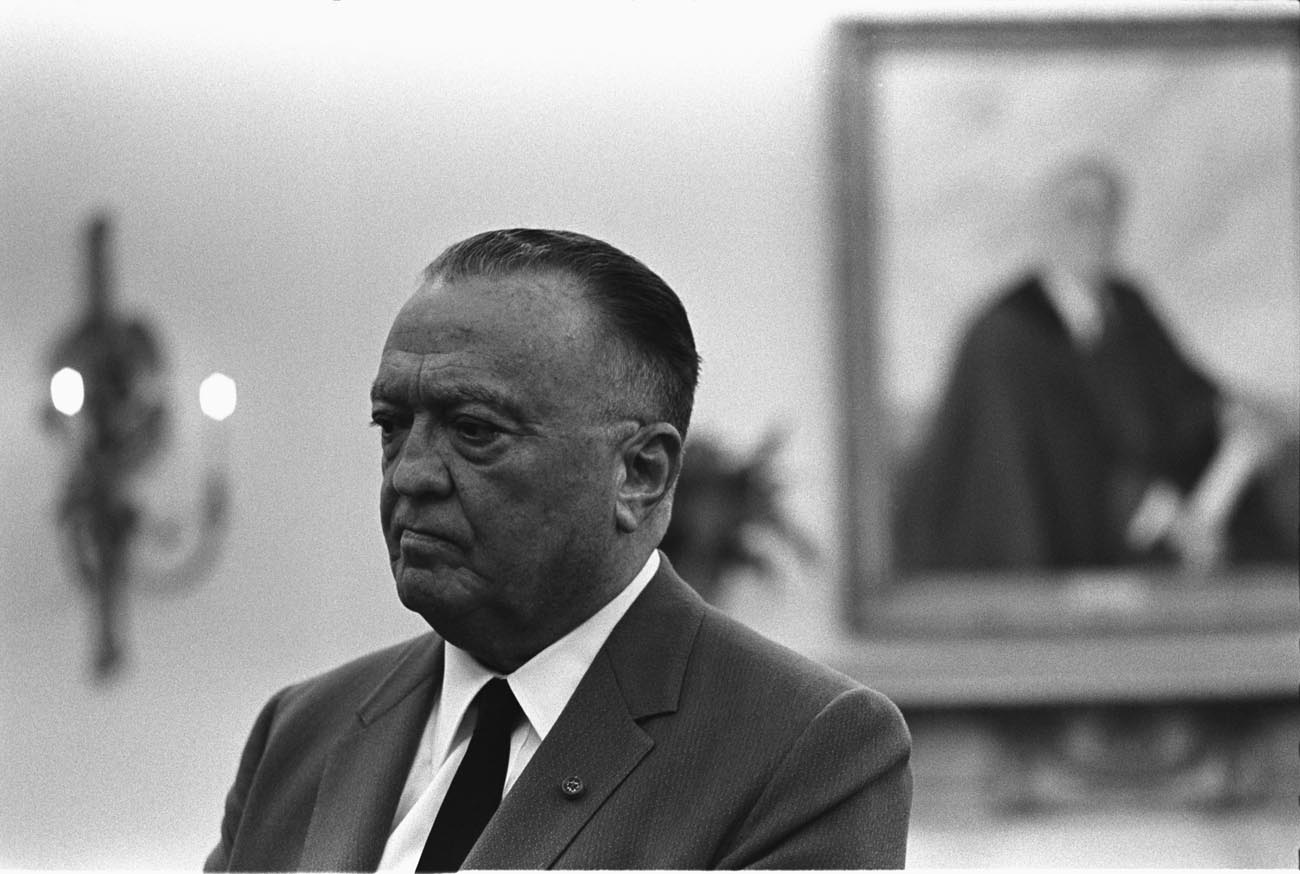
Hoover 1967 im Oval Office

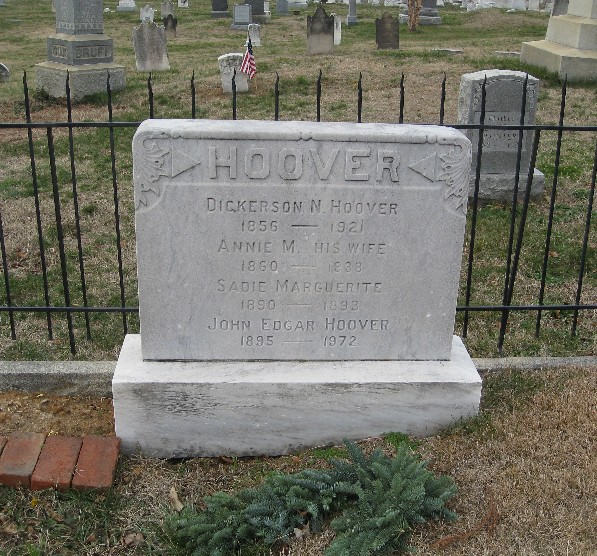
Familiengrabstein der Hoovers

Hoovers Beziehung zu Kennedys Nachfolger Lyndon B. Johnson war deutlich entspannter als zuvor zu Kennedy. Trotz der Differenzen in manchen politischen Fragen (Johnson befürwortete die Gleichberechtigung der Afroamerikaner und hatte im Gegensatz zu Hoover anfangs eine gute Beziehung zu Martin Luther King) wurde beiden ein gutes Verhältnis nachgesagt. Als Hoover aus Altersgründen die Zwangspensionierung drohte, erließ Präsident Johnson ein Sonderdekret, um ihn von dieser Regelung auszunehmen. Damit konnte Hoover weiterhin im Amt bleiben und es auch nach 1969 ausüben, als Richard Nixon das Präsidentenamt übernahm, zu dem er aber – anders als zu Johnson – ein differenzierteres Verhältnis hatte.

### Tod
J. Edgar Hoover starb am 2. Mai 1972 in Washington, D.C. im Schlaf an Herzversagen. Als erstem ungewählten Staatsbediensteten und als 22. Person überhaupt wurde ihm die Ehre zuteil, dass sein Leichnam im Kapitol auf dem Lincoln-Katafalk, der ursprünglich für den Sarg Abraham Lincolns gebaut worden war, aufgebahrt wurde. Er wurde im Familiengrab seiner Eltern neben seiner ältesten Schwester beigesetzt.

### Postume Wirkung
Der Hauptsitz des FBI in Washington, D.C. ist nach J. Edgar Hoover benannt. Jedoch auch Jahrzehnte nach seinem Tod spaltete Hoover die öffentliche Meinung, aufgrund Hoovers Illiberalismus wollte zum Beispiel der demokratische Senator Howard Metzenbaum im Jahr 1993 die Widmung des FBI-Gebäudes annullieren. Im Jahr 1980 war die Einschätzung der Person Hoover so schlecht geworden, dass seriöse Beobachter konstatierten, dass er „eine Blaupause […] für amerikanischen Faschismus erschaffen“ habe.

## Beurteilung

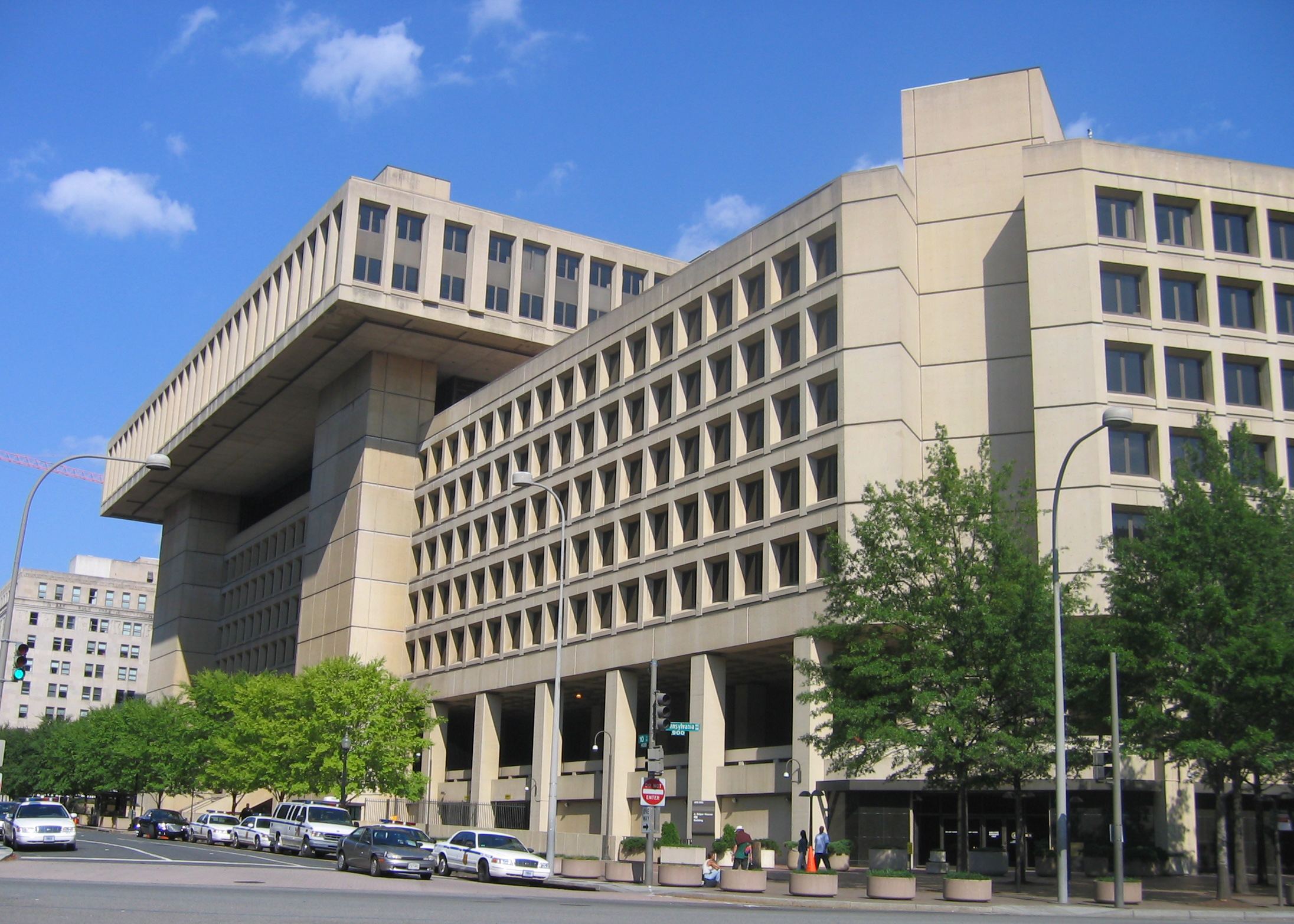
J. Edgar Hoover Building, das FBI-Hauptquartier

Hoover hat während seines Lebens und darüber hinaus die Öffentlichkeit polarisiert. Spätestens ab dem Jahr 1935 besaß er in den USA ein kaum zu beschädigendes hohes Ansehen. Insbesondere in konservativen Kreisen wurde Hoover als „Halbgott“ gehandelt.
Jedoch verschlechterte sich Hoovers Ansehen rapide nach seinem Tod. Während 1965 noch 84 % der Bevölkerung Hoover als „höchst vorteilhaft“ einschätzte, war diese Zahl im Jahr 1975 auf lediglich 37 % gefallen. Hoover erlangte einen Platz in der US-amerikanischen Popkultur als „der Telefonverwanzer, der Schlafzimmerabhörer, der Erpresser, der Skandalhändler, der Rassist, der Charaktermörder, der Vergifter des Quells der intellektuellen und politischen Freiheit“. Die Palmer Raids, bei denen Hoover erstmals eine zentrale Rolle spielte, werden heute als erster Schritt in einen Überwachungsstaat interpretiert.
Hoovers fast vollkommene Kontrolle über das FBI wird seinen Manipulationstaktiken zugeschrieben. Hoover band Personen durch kleine Gefälligkeiten an sich – zum Beispiel übernahmen FBI-Agenten die Organisation und Kosten der Reisen von US-Kongressabgeordneten – und spielte der Presse Informationen zu, die dem FBI und ihm selbst zur Glorifizierung gereichten.
Geheimdossiers
Es ist bekannt, dass Hoover zahlreiche Personen observieren und abhören ließ, weil sie andere politische oder moralische Vorstellungen hatten als er. Obwohl seine Beziehungen zu zahlreichen Spitzenpolitikern der Vereinigten Staaten – etwa den Brüdern Kennedy – denkbar schlecht waren, gelang es ihm, seinen Posten als Chef des FBI (beziehungsweise von dessen Vorgängerbehörde) über die Amtszeiten von acht US-Präsidenten (Calvin Coolidge bis Richard Nixon) zu halten. Mitunter wurde Hoover deswegen auch als der mächtigste Mann der Vereinigten Staaten bezeichnet. Charakteristisch in diesem Zusammenhang ist – unabhängig davon, ob er ihn tatsächlich ausgesprochen hat – der Hoover zugeschriebene Ausspruch: „Mir ist egal, wer unter mir Präsident ist.“
Als wichtigstes Machterhaltungsinstrument Hoovers gelten umfangreiche Dossiers über zahllose Personen des öffentlichen Lebens der Vereinigten Staaten wie etwa Frank Sinatra oder Charlie Chaplin, vor allem aber über ranghohe Politiker der beiden großen Parteien in den USA. Diese Dossiers, in denen Hoover insbesondere moralisch pikante Verfehlungen und kriminelle Verstrickungen der betreffenden Personen festhielt, systematisierte er mit Hilfe eines von ihm selbst entworfenen, chiffrierten Ordnungssystems, das auf speziellen Aktenzeichen basierte. Diese Aktenzeichen – eigentümliche Zahlen- und Buchstabencodes – waren so zusammengesetzt, dass sie nur für ihn selbst einen Sinn ergaben, auf andere Personen hingegen nur als kryptische „Buchstabensalate“ wirkten und dementsprechend für diese undurchschaubar waren. Der Zweck dieser Spezialchiffrierung war es, sicherzustellen, dass nur er selbst (und wenige Vertraute) wussten, an welcher Stelle in den Millionen von Akten umfassenden Archivbeständen des FBI die Akte zu einer bestimmten Person aufzufinden war.

## Schriften (Auswahl)
- Persons in Hiding (1938)
- Gespenst Fünfte Kolonne (1941, Digitalisat)
- Masters of Deceit (1958, Digitalisat)
- A Study of Communism (1962)
- Crime in the United States (1963)

## Filme
- In Akte X – Die unheimlichen Fälle des FBI (1994), Season 1 Episode 19[42] – Verwandlungen: Gründer der X-Akten. Die erste X-Akte wurde 1946 von J. Edgar Hoover persönlich angelegt.
- In Die Unbestechlichen erzählt der Vizepräsident der Washington Post, Ben Bradlee (Jason Robards), dass er als junger Reporter einmal den Hinweis bekam, ein Nachfolger für J. Edgar Hoover werde gesucht. Er glaubte und schrieb es, woraufhin Präsident Johnson dann Hoover in einer Pressekonferenz (trotz seines hohen Alters) zum Beamten auf Lebenszeit gemacht und Bradlee anschließend verhöhnt habe. Bradlee bringt dieses Beispiel, um zu zeigen, was passieren kann, wenn man „Wahres“ berichtet. Chronologisch passt die Sache nicht ganz, weil es nur einige Jahre zuvor geschehen ist und nicht, als er noch ein „junger Mann“ war.
- In dem Film Bananas aus dem Jahr 1971 spielt Dorothi Fox den FBI-Mann Hoover in einer Komödie von Woody Allen.
- The Private Files of J. Edgar Hoover (Ich bin der Boss – Skandal beim FBI), USA 1977, Regie Larry Cohen, mit Broderick Crawford in der Rolle des älteren und James Wainwright in der Rolle des jüngeren Hoover.
- Im Biopic Nixon (1995) von Oliver Stone über das politische Wirken Richard Nixons wurde Hoover von Bob Hoskins dargestellt.
- In The Rock (1996) hat der britische Spion John Patrick Mason (Sean Connery) noch zu J. Edgar Hoovers Lebzeiten ihm einen Mikrofilm mit Regierungsgeheimnissen der Amerikaner gestohlen, wurde aber an der kanadischen Grenze gefasst und saß jahrelang ohne Anklage im Gefängnis. Am Ende des Films kommen die Mikrofilme nach einem Hinweis Masons in die Hand der Hauptfiguren Dr. Stanley Goodspeed (Nicolas Cage) und seiner Verlobten Carla Pestalozzi (Vanessa Marcil).
- In Public Enemies (2009) von Michael Mann wurde Hoover von Billy Crudup verkörpert.
- Im Jahr 2011 verfilmte Regisseur Clint Eastwood das Leben J. Edgar Hoovers mit Leonardo DiCaprio in der Hauptrolle unter dem Titel J. Edgar.
- Die Doku-Fiction Der Fluch des Edgar Hoover (2013) von Marc Dugain mit Brian Cox als John Edgar Hoover und Anthony Higgins als Clyde Tolson thematisiert die Verstrickungen des FBI in die US-Politik.
- Im Jahr 2014 hat Hoover, dargestellt von Dylan Baker, einige Auftritte im Film Selma, in dem es vor allem um die schwarzen Protestmärsche zur Erlangung des Wahlrechts geht. Seine Abneigung gegenüber Martin Luther King und der Bürgerrechtsbewegung wird hier besonders deutlich klargemacht.
- In der Fernsehserie The Man in the High Castle (2018, ab Staffel 3) nimmt Hoover – verkörpert von William Forsythe – im dystopischen Alternativwelt-Szenario die Rolle des Direktors des „American Reich Bureau of Investigation“ (fiktives Gegenstück zum FBI) ein.[43]
- In Judas and the Black Messiah aus dem Jahr 2021 wird Hoover von Martin Sheen gespielt.

## Belege
1. 1 2 3  Curt Gentry: J. Edgar Hoover: The Man and the Secrets. W.W. Norton, New York, NY 1991, S. 62 f.
2. 1 2 3 4 5 6 7  Maurer, David: J. Edgar Hoover: Fighting Crime, Threatening Presidents, and Intimidating Just About Everyone. In: Biography. Band 7, Nr. 9, 2003, S. 76–96.
3. ↑  Arthur W. MacMahon: Selection and Tenure of Bureau Chiefs in the National Administration of the United States II. In: The American Political Science Review. Band 20, Nr. 4, 1926, S. 770–811, S. 782, JSTOR:1945424.
4. ↑  Theoharis, Athan G.,Tony G. Poveda, Susan Rosenfeld & Richard Gid Powers: The FBI: A Comprehensive Reference Guide. Greenwood, Westport, CT 1998, S. 332.
5. ↑  Curt Gentry: J. Edgar Hoover: The Man and the Secrets. W.W. Norton, New York, NY 1991, S. 63.
6. ↑  Curt Gentry: J. Edgar Hoover: The Man and the Secrets. W.W. Norton, New York, NY 1991, S. 65–67.
7. ↑  Bullough, Vern L.: Problems of Research on a Delicate Topic: A Personal View. In: The Journal of Sex Research. Band 21, Nr. 4, 1985, S. 375–386, S. 383, JSTOR:3812371.
8. ↑  Helen W. Gandy, Secretary, 91 bei nytimes.com, abgerufen am 19. August 2013
9. ↑  Stanley Coben: J. Edgar Hoover. In: Journal of Social History. Band 34, Nr. 3, 2001, S. 703–706, S. 704, JSTOR:3789824.
10. ↑  The man who collected dirt: J Edgar Hoover led the FBI for 50 years and was given a state funeral by a grateful nation. But the man pledged to protect America from the evils of organised crime and political subversion was a secret homosexual, probably blackmailed by the Mob. In turn, he kept damaging files on those in Washington who might one day threaten his power - Arts & Entertainment - The Independent. 9. September 2010, archiviert vom Original am 9. September 2010; abgerufen am 30. Juli 2023.  Info: Der Archivlink wurde automatisch eingesetzt und noch nicht geprüft. Bitte prüfe Original- und Archivlink gemäß Anleitung und entferne dann diesen Hinweis.
11. 1 2  Theoharis, Athan G.,Tony G. Poveda, Susan Rosenfeld & Richard Gid Powers: The FBI: A Comprehensive Reference Guide. Greenwood, Westport, CT 1998, S. 334.
12. ↑  Bullough, Vern L.: Problems of Research on a Delicate Topic: A Personal View. In: The Journal of Sex Research. Band 21, Nr. 4, 1985, S. 375–386, S. 382, JSTOR:3812371.
13. ↑  Kurt A. Schmautz: Review of “J. Edgar Hoover: The Man and the Secrets by Curt Gentry”. In: Michigan Law Review. Band 90, Nr. 6, 1992, S. 1812–1818, S. 1813, JSTOR:1289450.
14. 1 2  David Williams: The Bureau of Investigation and Its Critics, 1919–1921: The Origins of Federal Political Surveillance. In: The Journal of American History. Band 68, Nr. 3, 1981, S. 560–579, S. 561, JSTOR:1901939.
15. ↑  Perp Walk: The History Of Parading Criminal Suspects. National Public Radio, 7. Juli 2011 (englisch)
16. ↑  David Williams: The Bureau of Investigation and Its Critics, 1919–1921: The Origins of Federal Political Surveillance. In: The Journal of American History. Band 68, Nr. 3, 1981, S. 560–579, S. 562, JSTOR:1901939.
17. 1 2  History of the FBI: Lawless Years: 1921–1933. Federal Bureau of Investigation, archiviert vom Original am 4. August 2002; abgerufen am 11. März 2008.
18. 1 2 3  Curt Gentry: J. Edgar Hoover: The Man and the Secrets. W.W. Norton, New York, NY 1991, S. 124–127.
19. 1 2  David Cunningham: The Patterning of Repression: FBI Counterintelligence and the New Left. In: Social Forces. Band 82, Nr. 1, 2003, S. 209–240, S. 211, JSTOR:3598144.
20. ↑  Kenneth O’Reilly: The Roosevelt Administration and Black America: Federal Surveillance Policy and Civil Rights during the New Deal and World War II Years. In: Phylon. Band 48, Nr. 1, 1987, S. 12–25, S. 14, JSTOR:274998.
21. ↑  Claire Bond Potter: “I’ll Go the Limit and Then Some”: Gun Molls, Desire, and Danger in the 1930s. In: Feminist Studies. Band 21, Nr. 1, 1995, S. 41–66, S. 41, JSTOR:3178316.
22. ↑  Richard Gid Powers: One G-Man’s Family: Popular Entertainment Formulas and J. Edgar Hoover’s F.B.I. In: American Quarterly. Band 30, Nr. 4, 1978, S. 471–492, S. 471, JSTOR:2712296.
23. ↑  Andrea Weiss: Communism, Perversion, and Other Crimes Against the State: The FBI Files of Klaus and Erika Mann. In: GLQ: A Journal of Lesbian and Gay Studies. Band 7, Nr. 3, 2001, S. 459–481, S. 474.
24. ↑  W. Dirk Raat: US Intelligence Operations and Covert Action in Mexico, 1900–1947. In: Journal of Contemporary History. Band 22, Nr. 4, 1987, S. 615–638, S. 629, JSTOR:260813.
25. ↑  HSCA III, 460, Kongresssonderausschuss zum Attentat auf John F. Kennedy, Robert S. Blakey; Victor Navasky, Kennedy Justice, Atheneum, 1971, S. 44–45; Salerno/Thompkins, The Crime Confederation. Cosa Nostra and Allied Operation in Organized Crime, Doubleday, NY, 1969, S. 306 f.
26. ↑  Victor Navasky, Kennedy Justice, Atheneum, 1971, S. 168 (Hoover weist FBI-Bericht über die Mafia als „Quatsch“ zurück). Victor Navasky, Kennedy Justice, Atheneum, 1971, S. 44–45; Salerno/Thompkins, The Crime Confederation. Cosa Nostra and Allied Operation in Organized Crime, Doubleday, NY, 1969, S. 306 f.; siehe auch HSCA III 460 (Hoover stellt eine spektakuläre Mafia-Razzia vom New Yorker FBI öffentlich in Abrede). Victor Navasky, Kennedy Justice, Atheneum, 1971, S. 44–45 (Hoover weist die Empfehlungen einer Bundessonderkommission für organisierte Verbrechen zurück und betreibt erfolgreich ihre Auflösung).
27. ↑  HSCA III, 460, Kongresssonderausschuss zum Attentat auf John F. Kennedy, Robert S. Blakey, Hoovers Einfluß auf Präsidenten, Generalstaatsanwalt und Kongress
28. ↑  John Stuart Cox, Athan G. Theoharis: The Boss: J. Edgar Hoover and the Great American Inquisition. Temple University Press, Philadelphia,PA 1988, S. 312.
29. ↑  David Cunningham: Understanding State Responses to Left- versus Right-Wing Threats: The FBI’s Repression of the New Left and the Ku Klux Klan. In: Social Science History. Band 27, Nr. 3, 2003, S. 327–370, S. 361 f.
30. ↑  Jean-Martin Büttner: Sogar die Präsidenten fürchteten ihn /  Ein halbes Jahrhundert lang überwachte der FBI-Direktor J. Edgar Hoover ganz Amerika. In: Neue Zürcher Zeitung vom 27. Februar 2025 Seite 32
31. ↑  Das dickste Fragezeichen der Welt, Artikel vom 16. März 1992 von Rudolf Augstein auf Spiegel Online
32. ↑   Johnson’s Hidden Loyalties (Memento vom 4. September 2012 im Internet Archive)
33. ↑  The life and carreer of J. Edgar Hoover (Memento vom 21. November 2008 im Internet Archive)
34. 1 2  Michael R. Belknap: Secrets of the Boss’s Power: Two Views of J. Edgar Hoover. Band 14, Nr. 4, 1989, S. 823–838, S. 823, JSTOR:828541.
35. ↑  David Johnston: Senator Wants Hoover’s Name Off F.B.I. Building. In: The New York Times. 26. September 1993, S. 1/32 (query.nytimes.com).
36. ↑  Frank J. Donner: The Age of Surveillance: The Aims and Methods of America’s Political Intelligence System. Albert Knopf, New York, NY 1980, S. 125 (englisch): “Hoover […] forged […], a blueprint for American fascism.”
37. ↑  Neil J. Welch, David W. Marston: Inside Hoover’s FBI: The Top Field Chief Reports. Doubleday, Garden City, NY 1984, ISBN 0-385-17264-8, S. 198 f.
38. ↑  Richard G. Powers: G-Men: Hoover’s FBI in American Popular Culture. Southern Illinois University Press, Carbondale, IL, S. 225 (englisch): “the phone tapper, the bedroom bugger, the blackmailer; the scandal monger, the racist; the character assassin; the poisoner of the well of intellectual and political freedom.”
39. ↑  Gilbert Geis, Colin Goff: Lifting the cover from undercover operations: J. Edgar Hoover and some of the other criminologists. In: Crime, Law and Social Change. Band 18, Nr. 1, 1992, S. 91–102, S. 92.
40. ↑  J. Edgar Hoovers brutales Imperium der Paranoia, Artikel vom 13. März 2012 von Jan Küveler auf Welt Online
41. ↑  "Amerikanische Gestapo", Interview von Holger Stark mit Tim Weiner vom 12. März 2012 auf Spiegel Online
42. ↑  Akte X S01E19 (Minute 14:30)
43. ↑  The Man in the High Castle (Fernsehserie). Amazon Prime Video, abgerufen am 15. Februar 2019.

| Personendaten    | Personendaten                                              |
| ---------------- | ---------------------------------------------------------- |
| NAME             | Hoover, J. Edgar                                           |
| ALTERNATIVNAMEN  | Hoover, John Edgar (vollständiger Name)                    |
| KURZBESCHREIBUNG | Begründer und Direktor des Federal Bureau of Investigation |
| GEBURTSDATUM     | 1. Januar 1895                                             |
| GEBURTSORT       | Washington, D.C., Vereinigte Staaten                       |
| STERBEDATUM      | 2. Mai 1972                                                |
| STERBEORT        | Washington, D.C., Vereinigte Staaten                       |